# Thai Airways International
Smooth as silk
Thai Airways International Public Company Limited (en langue thaï บริษัท การบินไทย จำกัด) (code AITA : TG ; code OACI : THA) est la compagnie aérienne nationale de Thaïlande. Elle exploite des vols nationaux et internationaux sur quatre continents depuis son principal hub à l'aéroport de Bangkok-Suvarnabhumi. Elle est membre de Star Alliance et a son siège social à Bangkok.

## Histoire

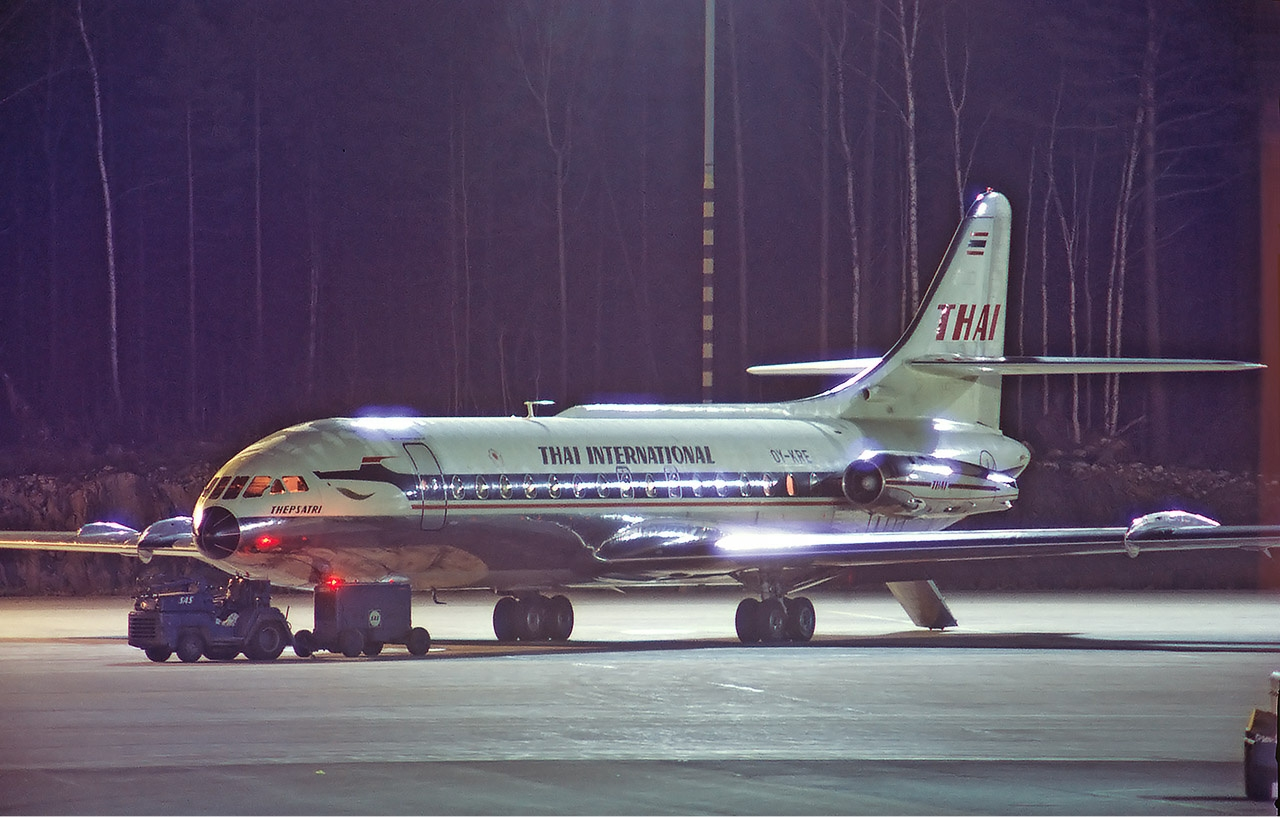
Thai Airways International Sud Aviation Caravelle (OY-KRE) à l'aéroport de Stockholm (1970)

En août 1959, la Thai Airways Company (TAC) décide de créer une nouvelle compagnie aérienne internationale pour la Thaïlande avec l'aide de Scandinavian Airlines System (SAS). À travers la TAC, le gouvernement thaïlandais possède 70 % de parts contre 30 % pour la SAS. Le 1er mai 1960, la nouvelle compagnie effectue son premier vol avec un Douglas DC-6B entre Bangkok Hong Kong, Taipei et Tokyo. À la fin de cette même année, elle relie Bangkok à 11 destinations asiatiques.

En 1971, Thai inaugure sa première route aérienne intercontinentale entre Bangkok et Sydney via Singapour. En 1977, après 17 ans de partenariat entre la TAC et la SAS, cette dernière vend toutes ses parts au gouvernement thaïlandais. Thai est désormais entièrement thaïe.

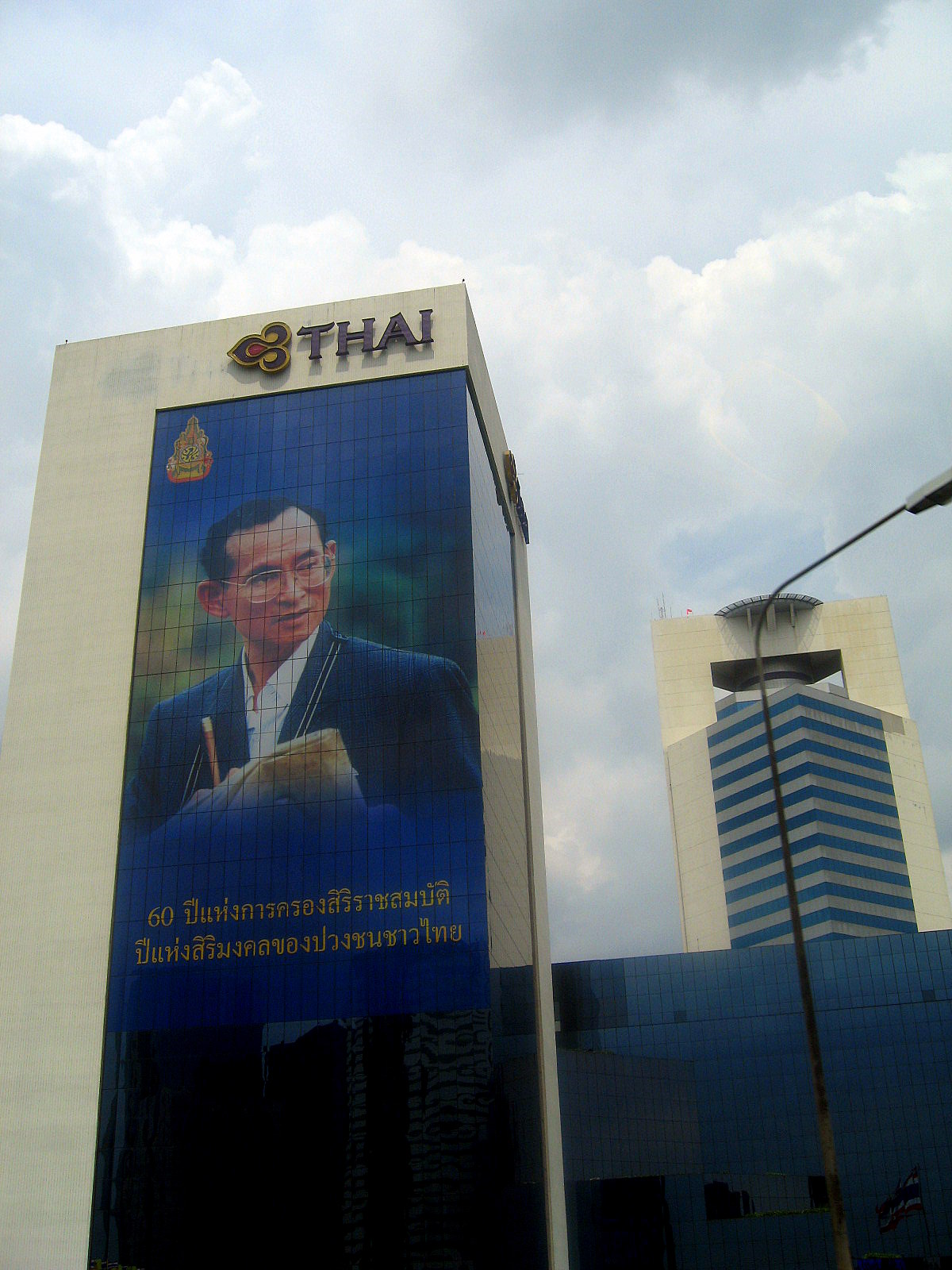
Siège social à Bangkok.

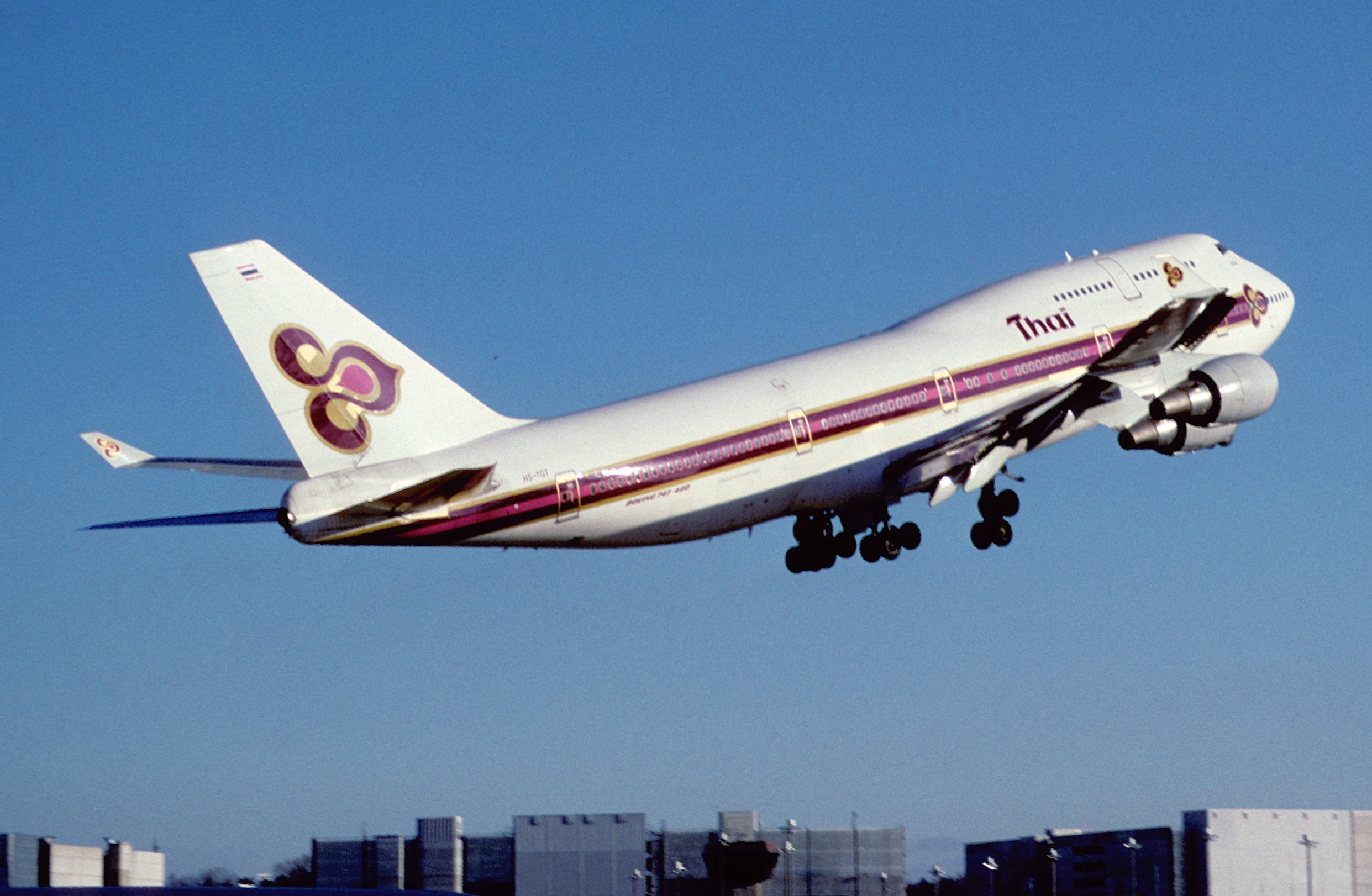
Thai Airways International Boeing 747-4D7; HS-TGT en 2003

En 1980, elle inaugure sa route aérienne entre Bangkok et Los Angeles, tout en augmentant son réseau au Moyen-Orient. En 1988, Thai et la TAC fusionnent pour devenir Thai Airways International, assurant désormais des vols intérieurs et internationaux. Elle dessert à l'époque 48 villes dans 35 pays, dont 23 villes en Thaïlande. En 1990, elle célèbre son 30e anniversaire.
En 1997, Thai et quatre autres compagnies aériennes majeures s'unissent pour créer Star Alliance. En 2002, elle inaugure 4 nouvelles destinations, Bombay, Chengdu, Koweït et Pusan. En 2006, Thai transfère ses opérations au nouvel aéroport Suvarnabhumi de Bangkok.
Le 4 juillet 2007, elle commande 8 Airbus A330 ainsi que 6 Airbus A380.
En mai 2020, à la suite de la crise du coronavirus, le gouvernement thaïlandais décide de placer la compagnie nationale qui enregistrait depuis des années les pertes d'exploitation à répétition, sous le régime du redressement judiciaire. Des mesures de restructuration sont alors évoquées tel que : la rationalisation de la flotte entraînant une sortie des plus gros appareils (comme les Boeing 747 et les Airbus A380) ; l'abandon de créances ou leur transformation en prises de participation par les actionnaires et les créanciers, au premier rang desquels l'État ; une réduction des effectifs.

## Identité visuelle

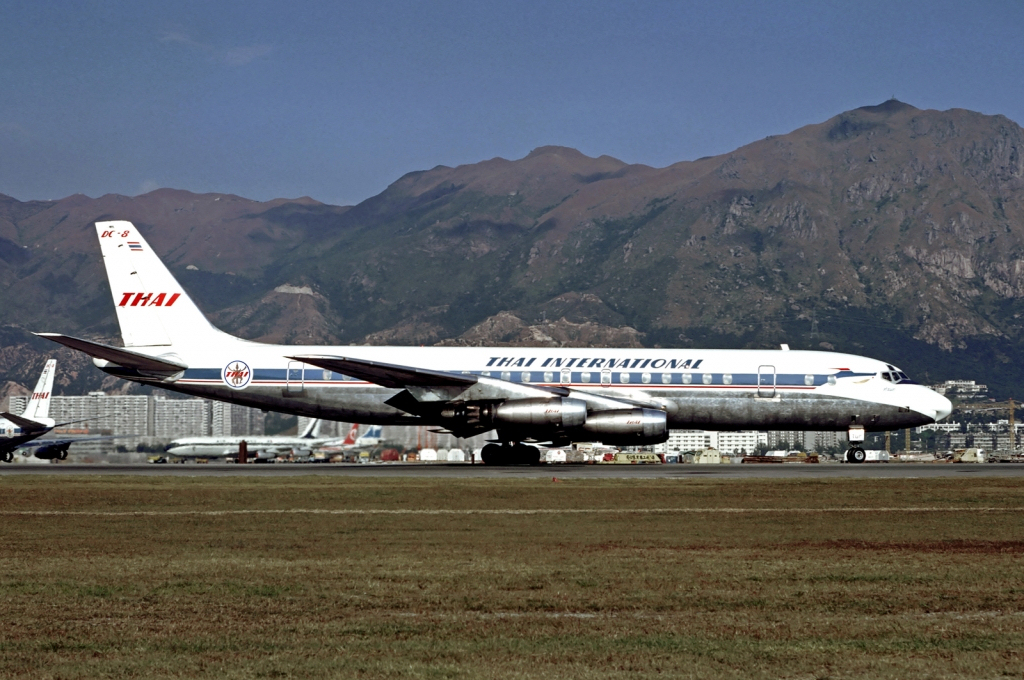
Première livrée
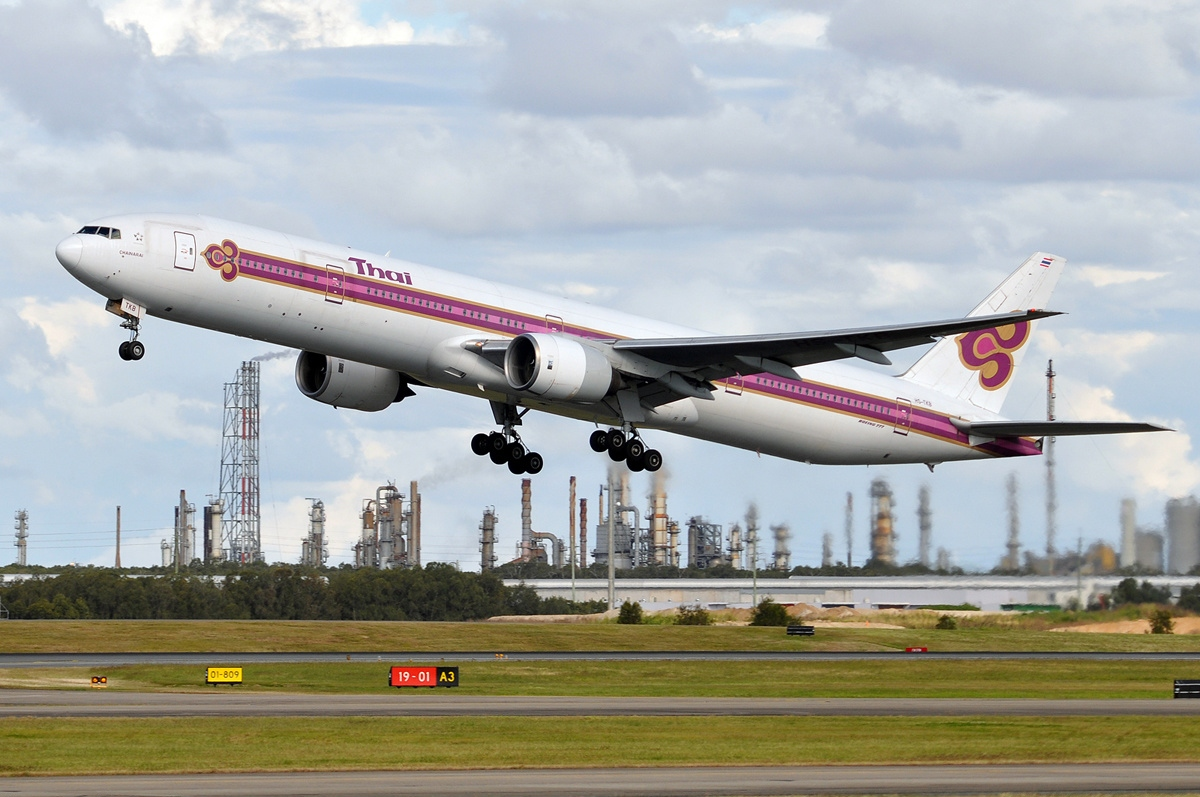
Boeing 777-3D7, Thai Airways International
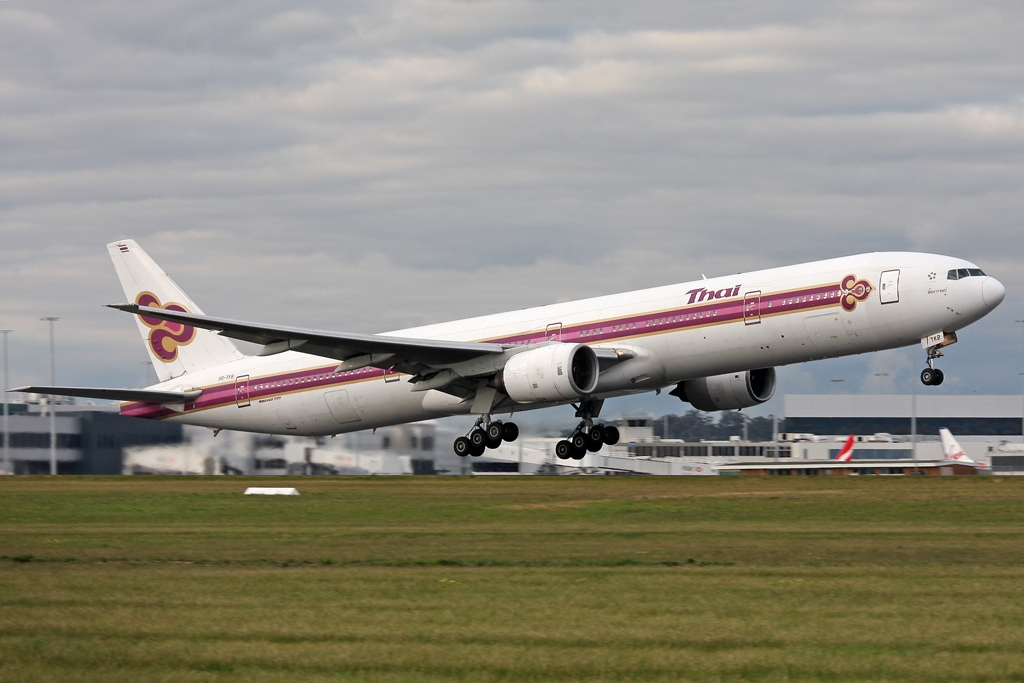
Boeing 777-3D7, Thai Airways International
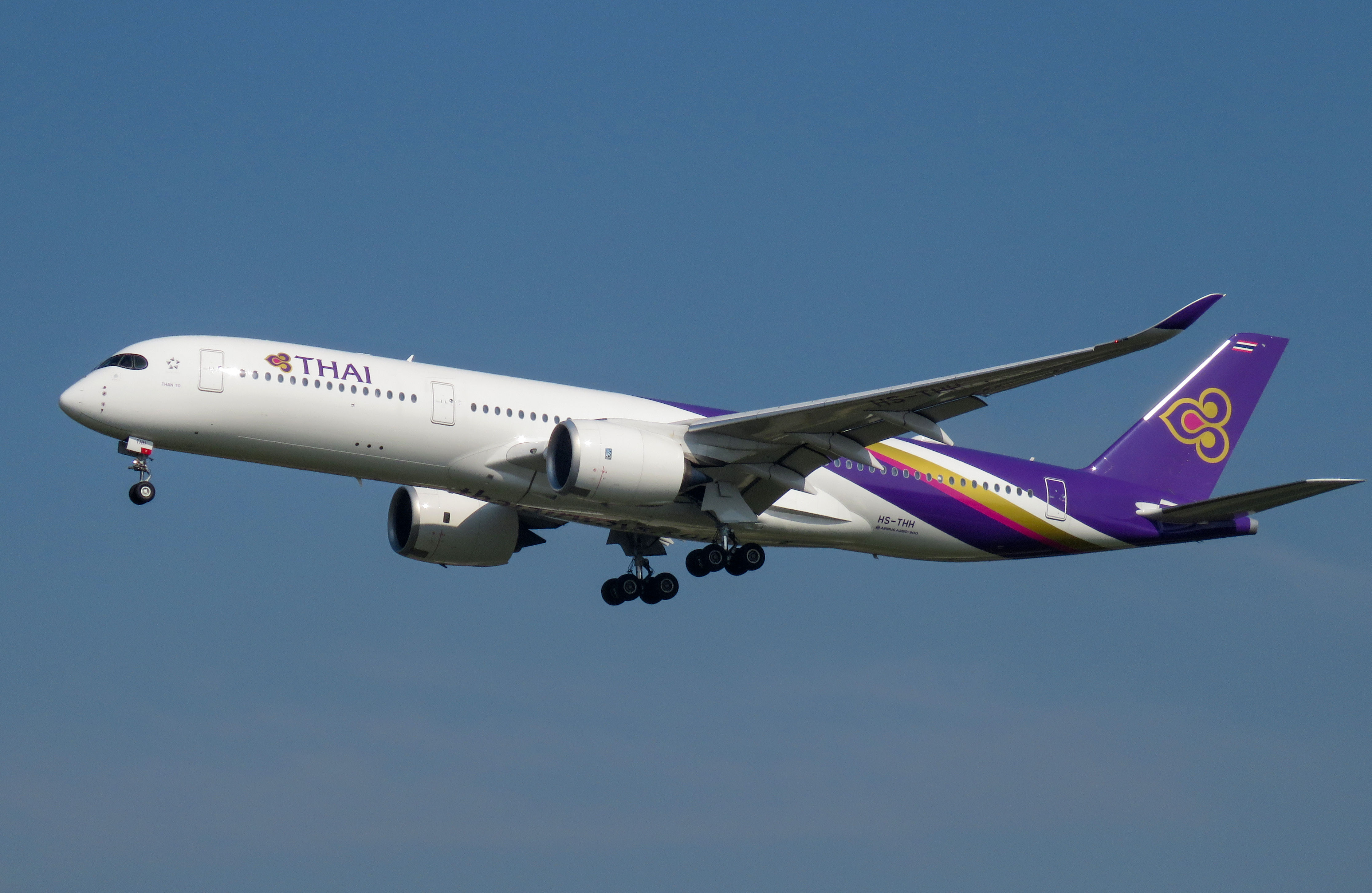
Livrée actuelle

## Flotte

### Flotte actuelle

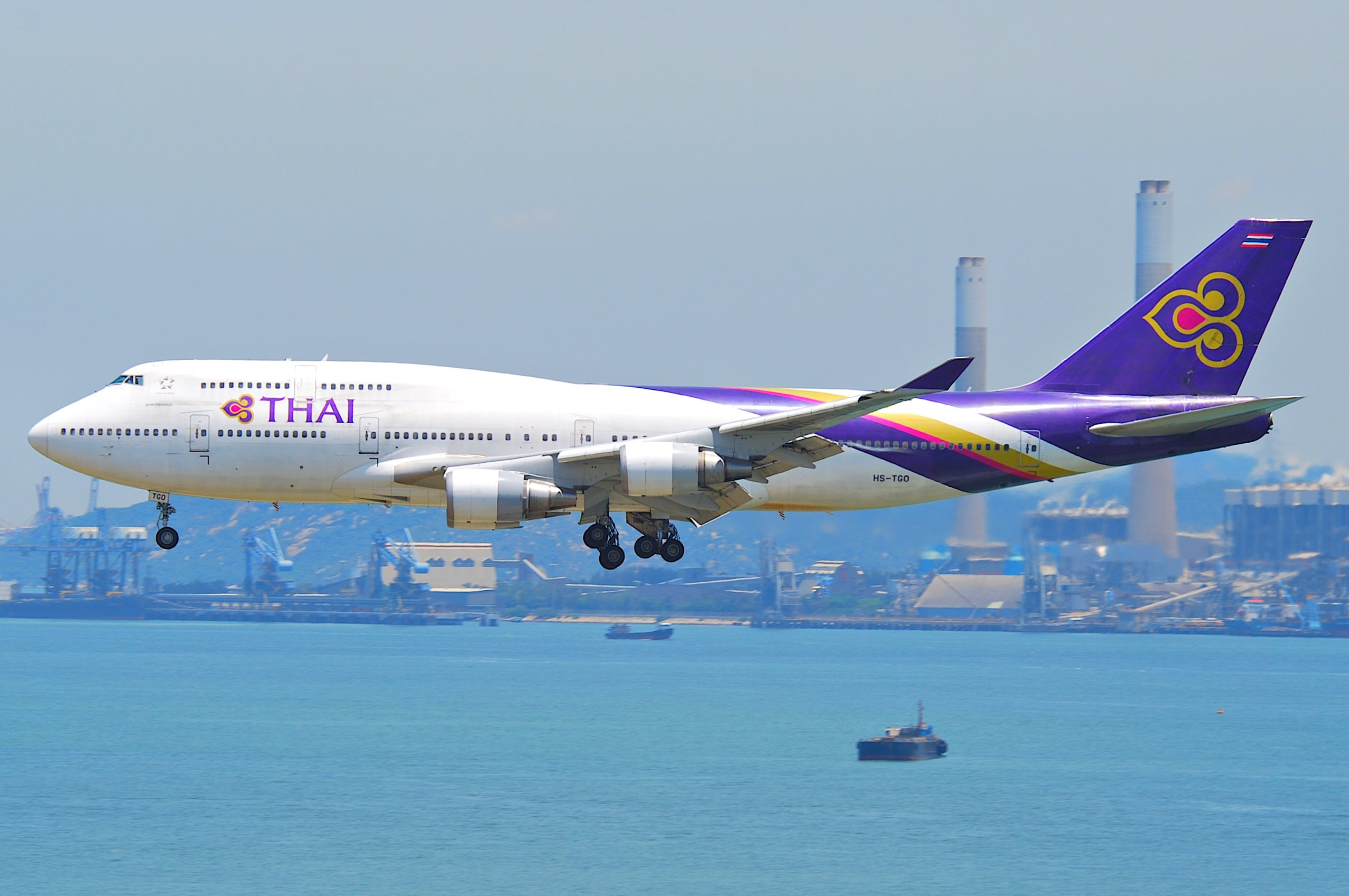
Boeing 747-400 en approche à Hong Kong

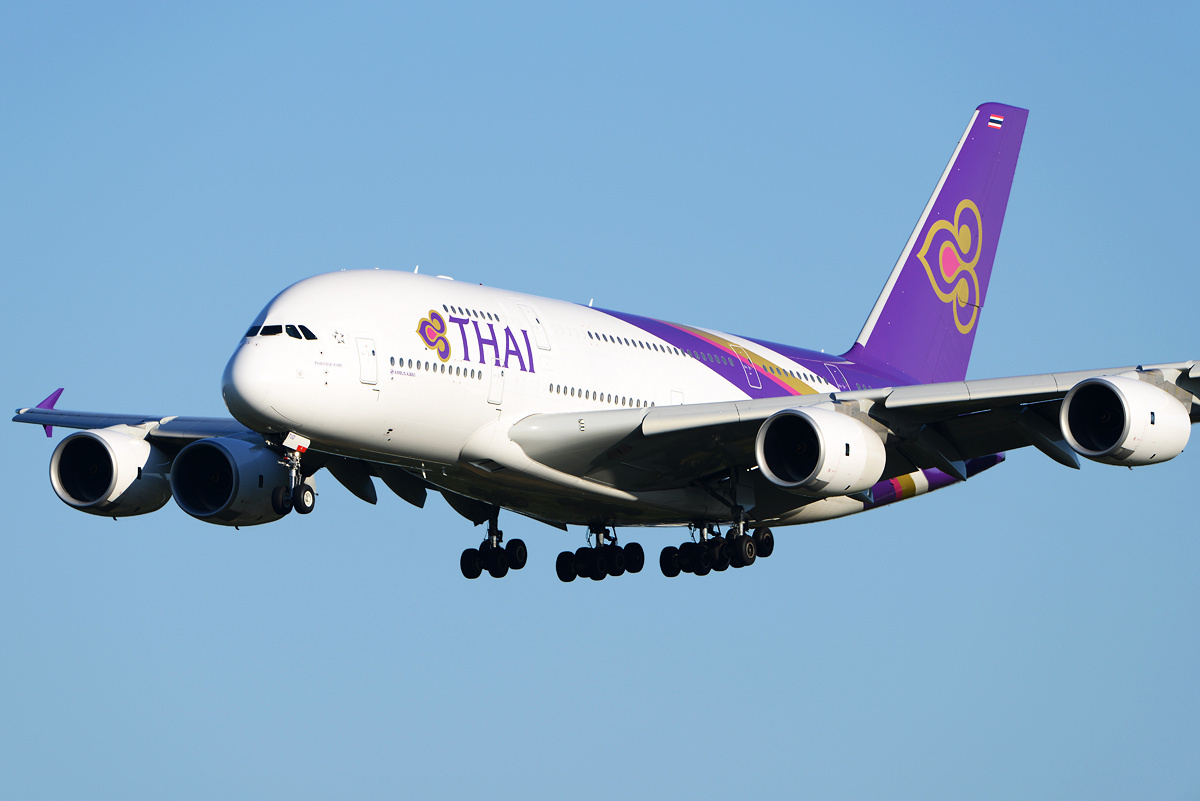
Airbus A380-841

En janvier 2023, les appareils suivants sont en service au sein de la flotte de Thai Airways.
| Avions           | En service | Commandes | Passagers | Passagers | Passagers | Passagers | Notes                                                               |
| Avions           | En service | Commandes | F         | C         | Y         | Total     | Notes                                                               |
| ---------------- | ---------- | --------- | --------- | --------- | --------- | --------- | ------------------------------------------------------------------- |
| Airbus A320-200  | 20         | —         | —         | 12        | 162       | 174       |                                                                     |
| Airbus A321neo   | —          | 32        | —         | —         | —         | —         |                                                                     |
| Airbus A330-300  | 5          | 1         | —         | 31        | 263       | 294       |                                                                     |
| Airbus A350-900  | 23         | —         | —         | 32        | 289       | 321       |                                                                     |
| Boeing 777-200ER | 6          | —         | —         | 30        | 262       | 292       |                                                                     |
| Boeing 777-300ER | 3          | —         | 8         | 40        | 255       | 303       |                                                                     |
| Boeing 777-300ER | 14         | —         | —         | 42        | 306       | 348       | En attente de devenir des 303 sièges.                               |
| Boeing 787-8     | 6          | —         | —         | 22        | 234       | 256       |                                                                     |
| Boeing 787-9     | 3          | 49        | —         | 30        | 268       | 298       | Commande en cours de livraison. 45 appareilles + 30 droits d'achats |
| Boeing 787-10    | —          | 16        | —         | —         | —         | —         |                                                                     |
| Total            | 79         | 98        |           |           |           |           |                                                                     |

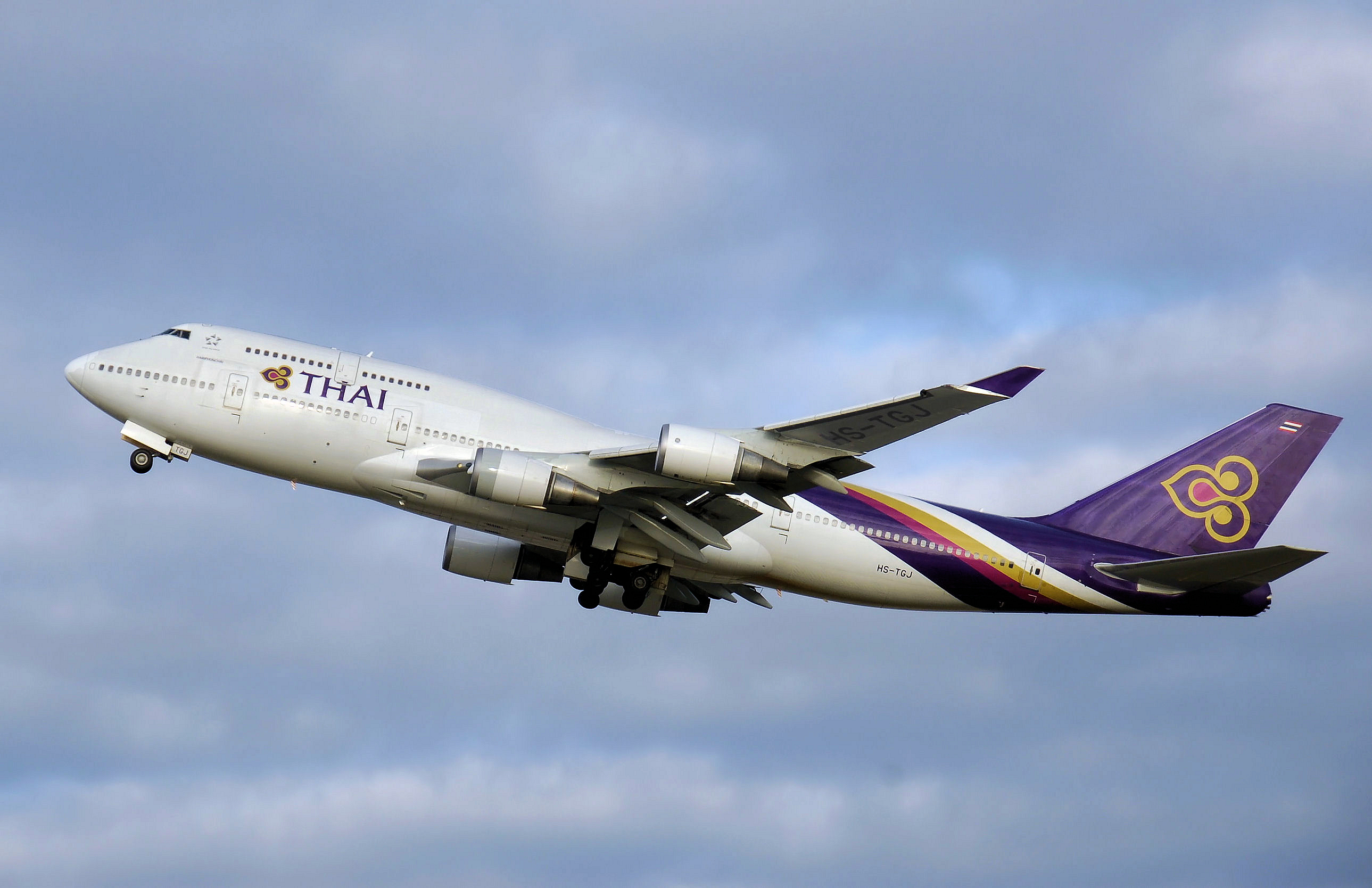
Boeing 747-400
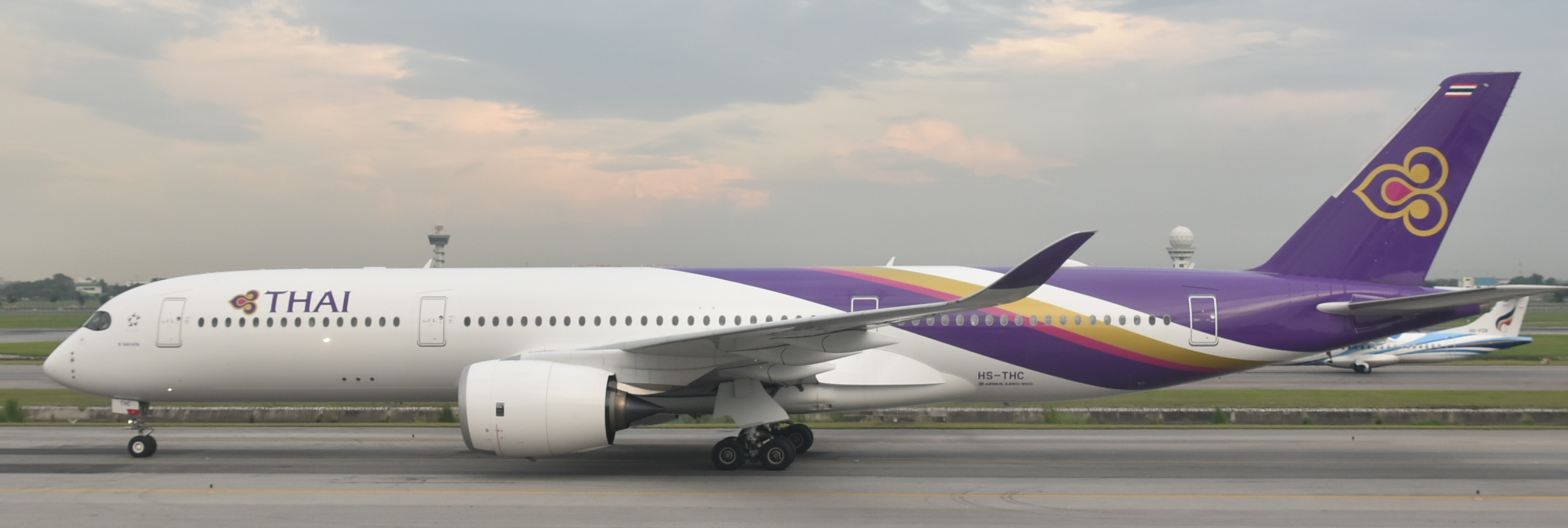
A350
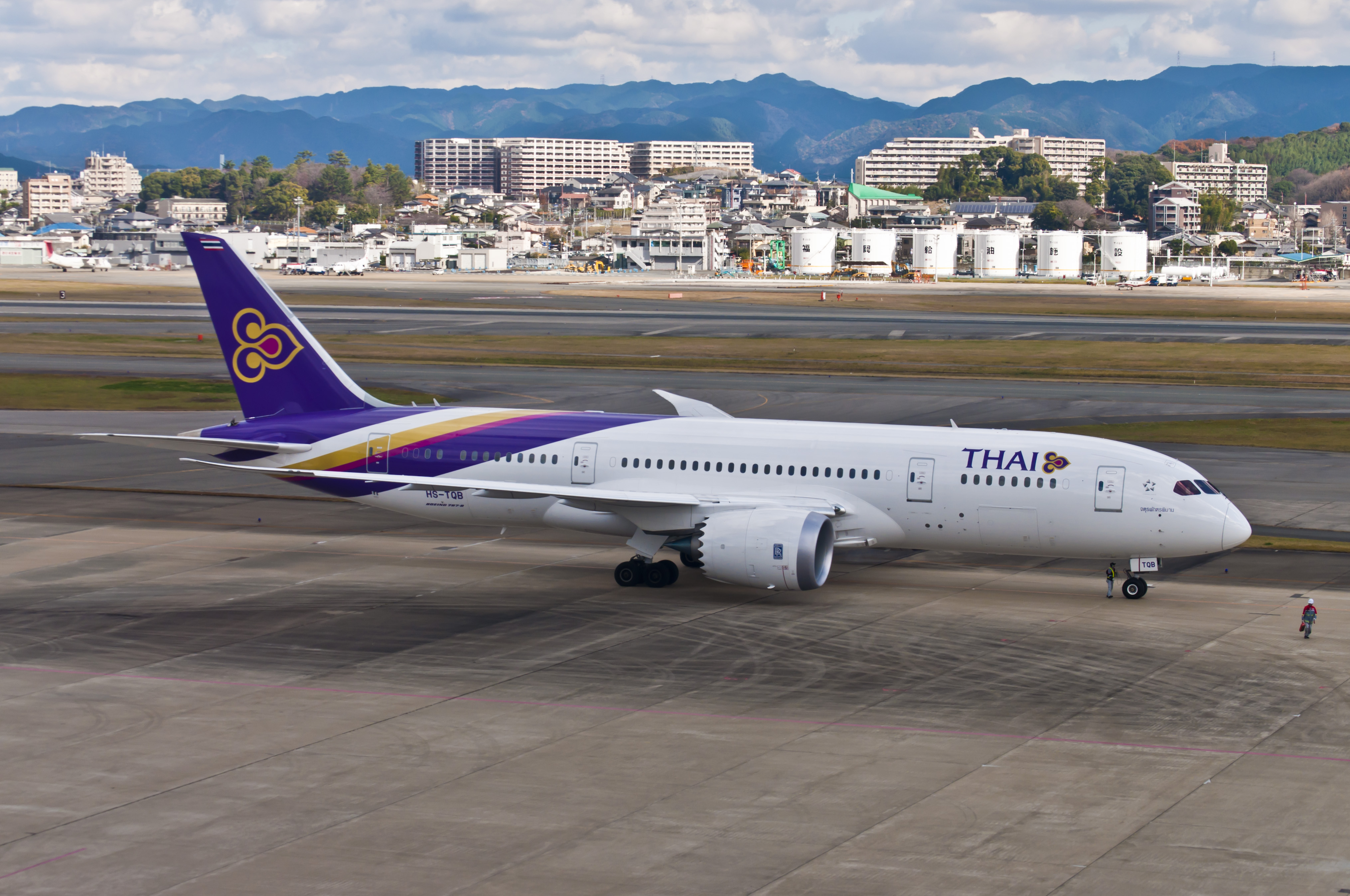
B787
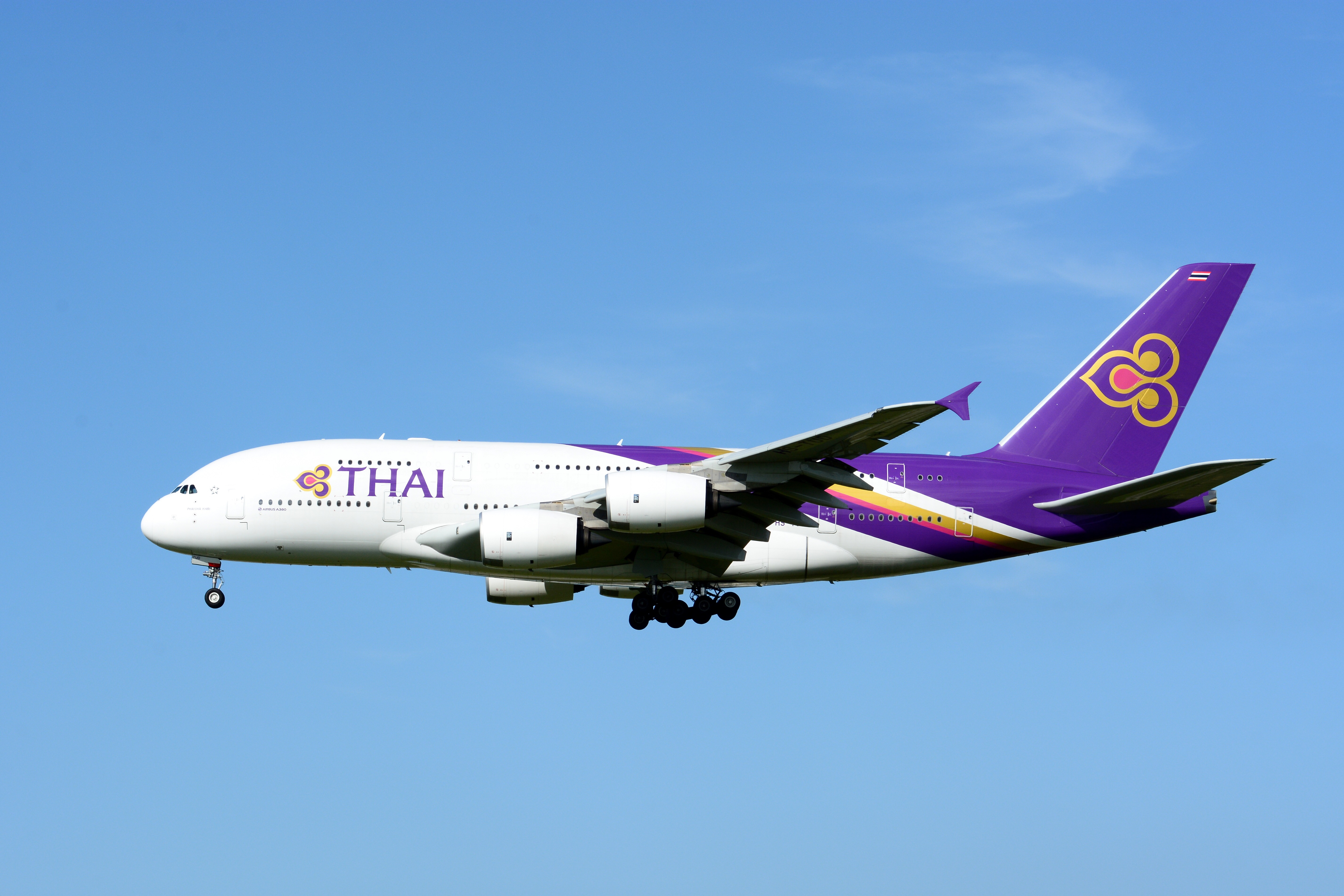
A380
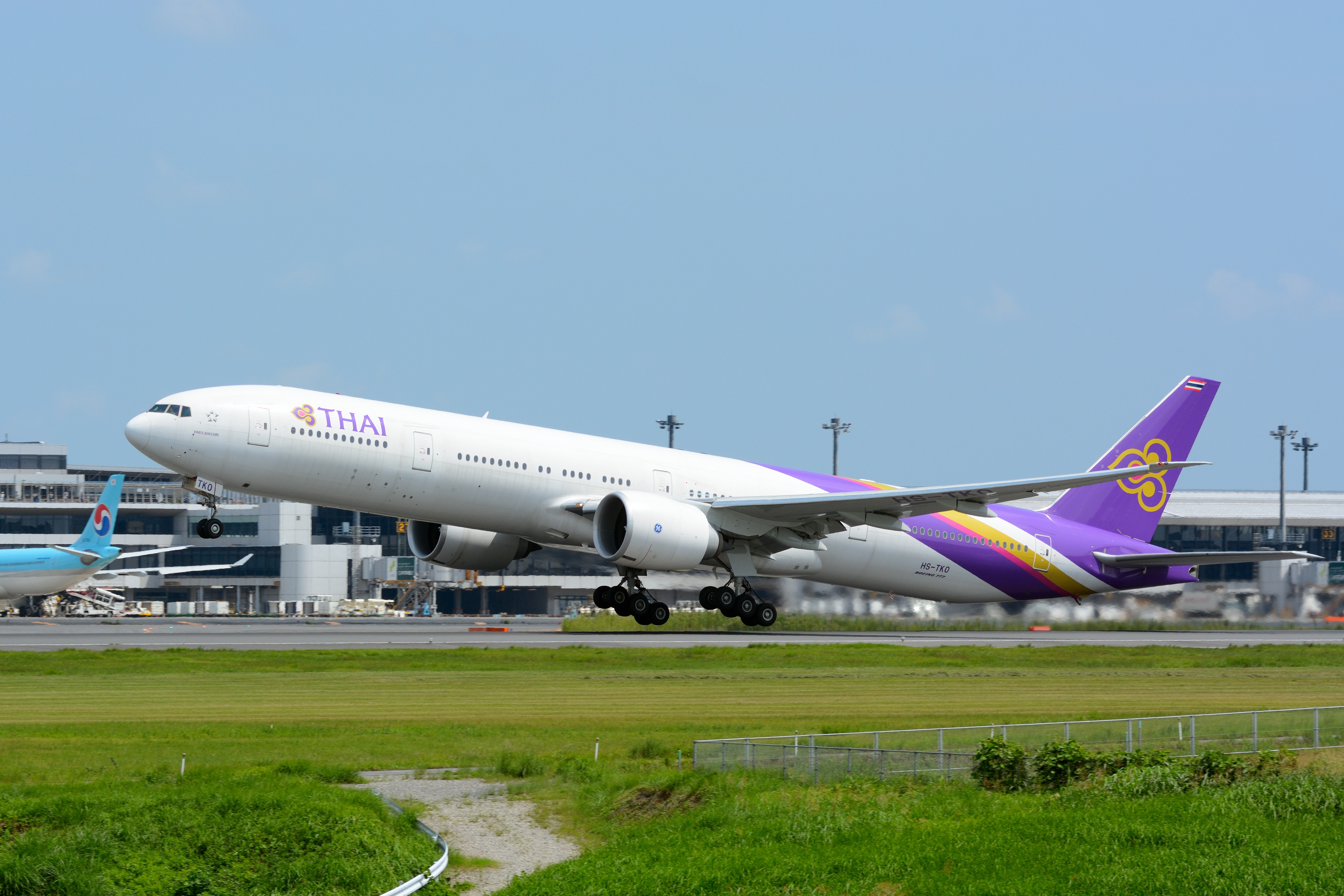
B777 300ER
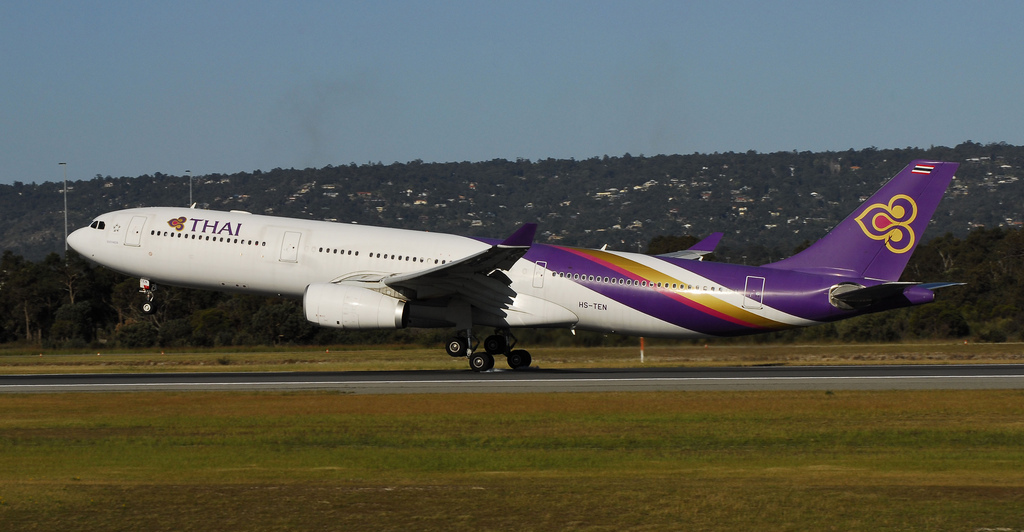
A330
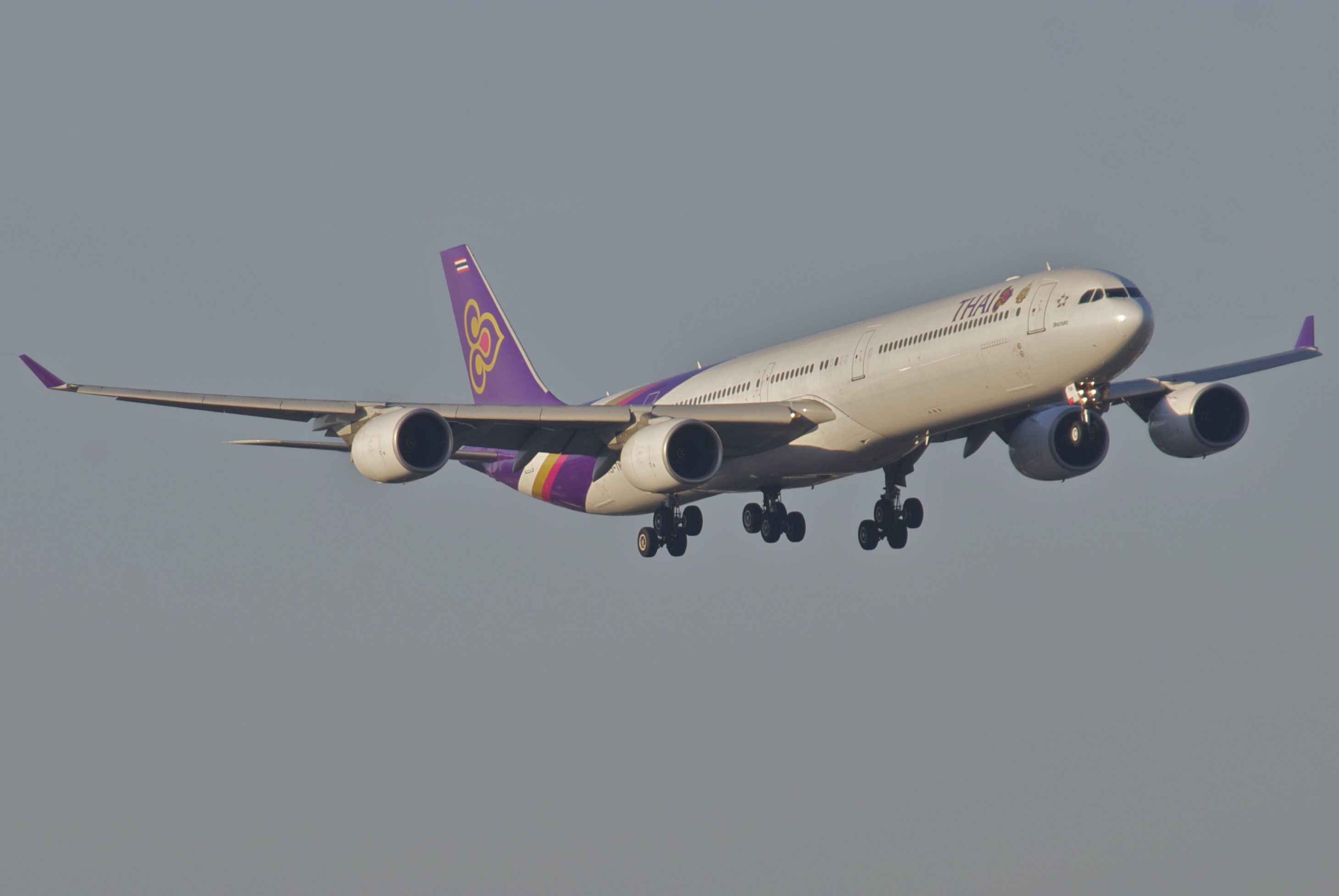
Thai Airways International Airbus A340-600; HS-TNA

### Ancienne flotte
| Avion                             | Nombre | Année d'introduction | Année de sortie | Remplacement                | Notes                                                                                      |
| --------------------------------- | ------ | -------------------- | --------------- | --------------------------- | ------------------------------------------------------------------------------------------ |
| ATR 42-320                        | 2      | 1990                 | 1998            | —                           |                                                                                            |
| ATR 72-201                        | 2      | 1990                 | 2009            | —                           |                                                                                            |
| Airbus A300B4                     | 13     | 1977                 | 1998            | Airbus A300-600R            |                                                                                            |
| Airbus A300-600R                  | 21     | 1985                 | 2014            | Airbus A330-300Boeing 787-8 |                                                                                            |
| Airbus A310-200                   | 1      | 1988                 | 2001            | Airbus A300-600R            | Transférés depuis Thai Airways Company.                                                    |
| Airbus A310-200                   | 1      | 1988                 | 1998            | Airbus A300-600R            | Accident du vol 261                                                                        |
| Airbus A310-300                   | 1      | 1990                 | 1993            | Airbus A300-600R            |                                                                                            |
| Airbus A310-300                   | 1      | 1990                 | 1992            | Airbus A300-600R            | Accident du vol 311                                                                        |
| Airbus A320-200                   | 5      | 2014                 | 2016            | —                           | Tous transférés à Thai Smile.                                                              |
| Airbus A330-300                   | 12     | 1994                 | 2017            | Airbus A350-900             | Équipés du Pratt & Whitney PW4000                                                          |
| Airbus A330-300                   | 12     | 2009                 | 2020            | Airbus A350-900             | Équipés du moteur Rolls-Royce Trent 700 Mis au rebut anticipé dû à la pandémie de COVID-19 |
| Airbus A340-500                   | 3      | 2005                 | 2012            | Airbus A350-900             | Tous les avions sont à vendre.                                                             |
| Airbus A340-500                   | 1      | 2005                 | 2012            | Airbus A350-900             | Vendus à la Royal Thai Air Force.                                                          |
| Airbus A340-600                   | 6      | 2005                 | 2015            | Airbus A350-900             | Tous les avions sont à vendre.                                                             |
| Airbus A380-800                   | 6      | 2012                 | 2020            | Airbus A350-900             | Mis au rebut anticipé dû à la pandémie de COVID-19. Prévoit de les remettre en service.    |
| Boeing 737-200                    | 3      | 1988                 | 1993            | Boeing 737-400              | Transférés depuis Thai Airways Company.                                                    |
| Boeing 737-400                    | 10     | 1990                 | 2018            | —                           |                                                                                            |
| Boeing 747-200B                   | 6      | 1979                 | 1997            | Boeing 747-400              |                                                                                            |
| Boeing 747-200SF                  | 1      | 1996                 | 1999            | Boeing 777F                 |                                                                                            |
| Boeing 747-300                    | 2      | 1987                 | 2007            | Boeing 747-400              |                                                                                            |
| Boeing 747-400BCF                 | 2      | 2012                 | 2015            | —                           | Converti en cargo                                                                          |
| Boeing 777-200                    | 8      | 1996                 | 2020            | —                           |                                                                                            |
| Boeing 777F                       | 2      | 2010                 | 2012            | Boeing 747-400BCF           | Loué auprès de Southern Air                                                                |
| BAe 146-100                       | 1      | 1989                 | 1991            | Boeing 737 Classic          |                                                                                            |
| BAe 146-200                       | 1      | 1989                 | 1989            | Boeing 737 Classic          |                                                                                            |
| BAe 146-300                       | 9      | 1989                 | 1998            | Boeing 737 Classic          |                                                                                            |
| Canadair Challenger CL-601-3A-ER  | 1      | 1991                 | Inconnu         | —                           |                                                                                            |
| Convair 990 Coronado              | 2      | 1962                 | Inconnu         | —                           | Opéré par Scandinavian Airlines.                                                           |
| Douglas DC-6B                     | 7      | 1960                 | 1964            | —                           | Premier avion de la flotte Loués auprès de Scandinavian Airlines.                          |
| Douglas DC-8-33                   | 6      | 1970                 | 1978            | —                           | Loués auprès de International Airlease AB.                                                 |
| Douglas DC-8-62                   | 4      | 1972                 | 1984            | —                           | Loués auprès de Scandinavian Airlines.                                                     |
| Douglas DC-8-63                   | 2      | 1974                 | 1985            | Airbus A300                 |                                                                                            |
| Douglas DC-8-61CF                 | 3      | 1977                 | 1979            | —                           | Loués auprès de Seaboard World Airlines.                                                   |
| McDonnell Douglas DC-9-41         | 3      | 1970                 | 1972            | —                           | Loués auprès de Scandinavian Airlines.                                                     |
| McDonnell Douglas DC-10-30        | 6      | 1975                 | 1987            | Airbus A310                 |                                                                                            |
| McDonnell Douglas DC-10-30ER      | 3      | 1987                 | 1998            | Airbus A310                 | Cédé à Northwest Airlines.                                                                 |
| McDonnell Douglas MD-11           | 4      | 1991                 | 2006            | Boeing 777-200ER            | Cédé à UPS Airlines.                                                                       |
| Short 330                         | 4      | 1988                 | 1992            | Boeing 737 Classic          | Transférés depuis Thai Airways Company.                                                    |
| Short 360                         | 2      | 1988                 | Inconnu         | Boeing 737 Classic          | Transférés depuis Thai Airways Company.                                                    |
| Sud Aviation SE-210 Caravelle III | 15     | 1964                 | Inconnu         | —                           | Loués auprès de Scandinavian Airlines.                                                     |

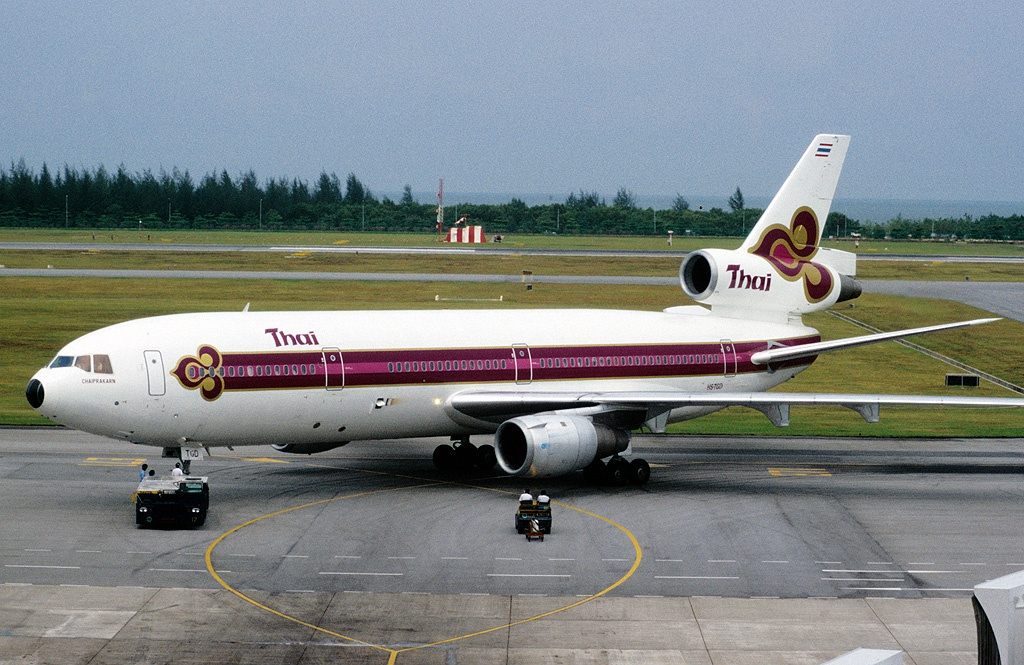
McDonnell Douglas DC-10-30, Thai Airways International le 3 mars 1977
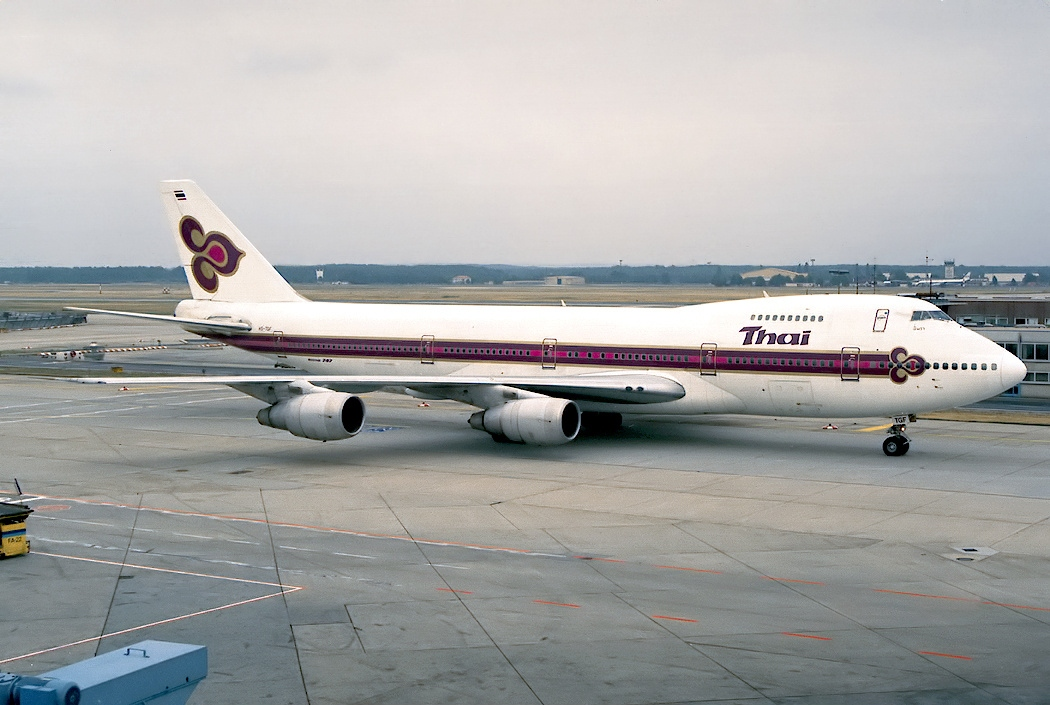
Boeing 747-2D7B de Thai Airways International
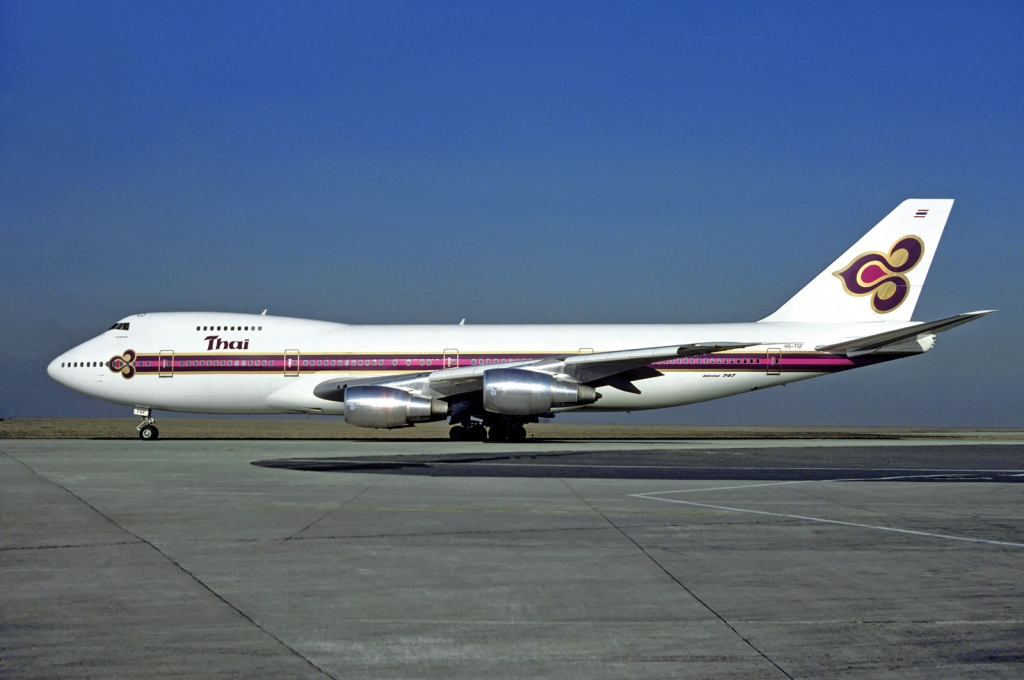
Thai Airways International Boeing 747-2D7B en 1981
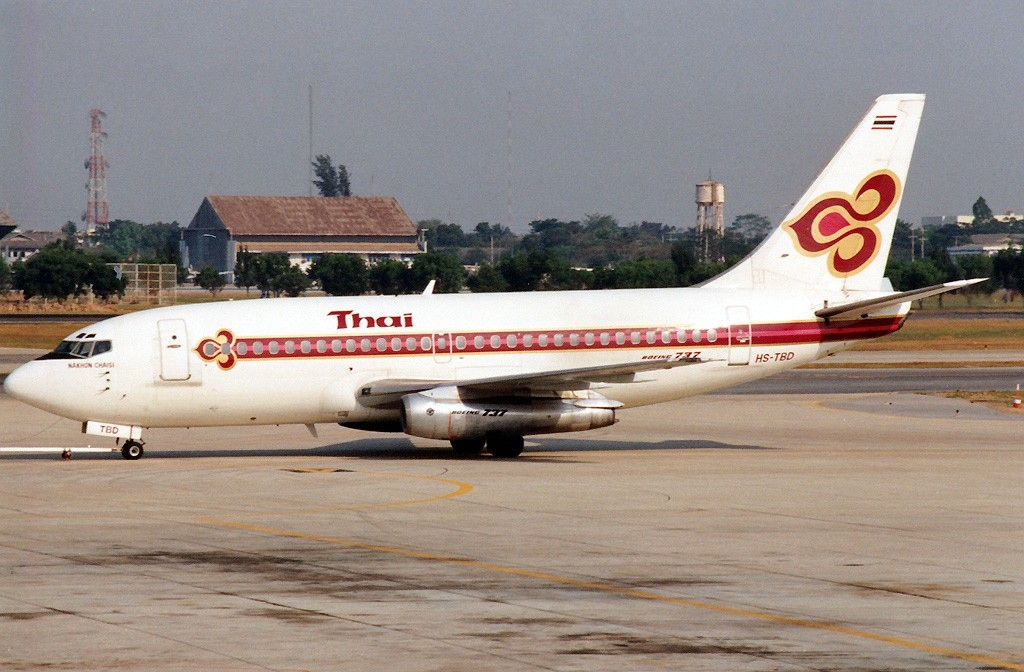
Boeing 737-2P5-Adv, Thai Airways International en 1992
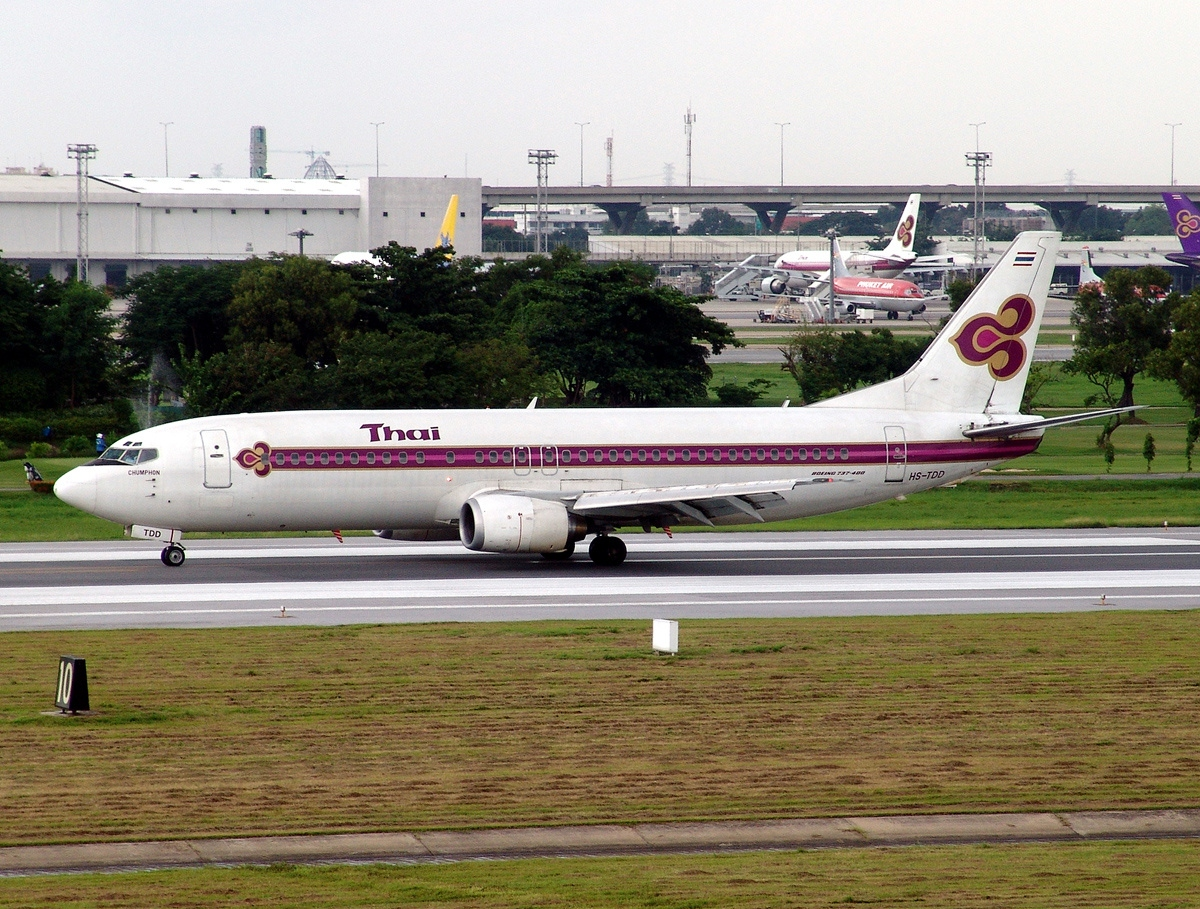
Boeing 737-400
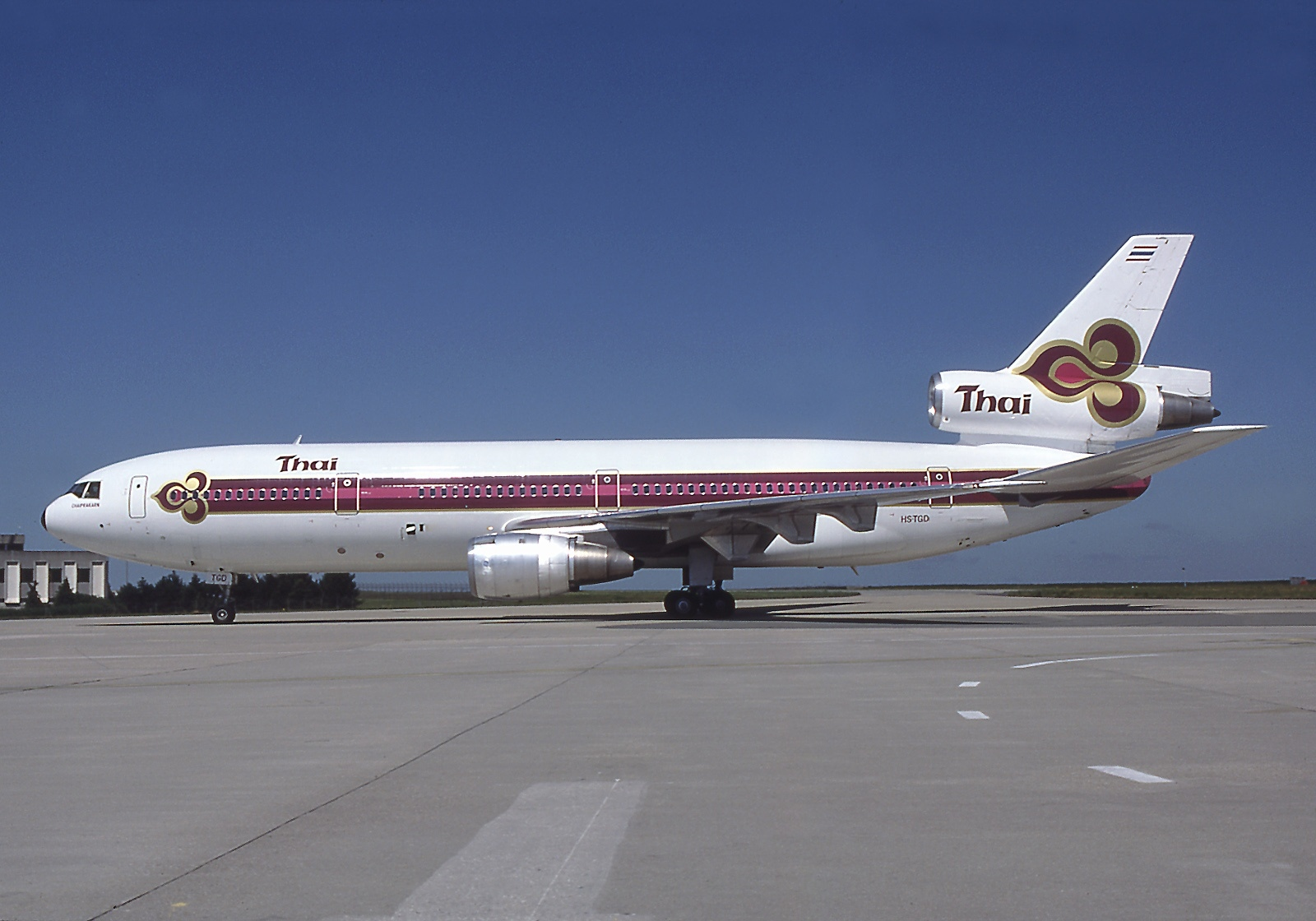
McDonnell Douglas DC-10-30, Thai Airways International AN0604188.jpg
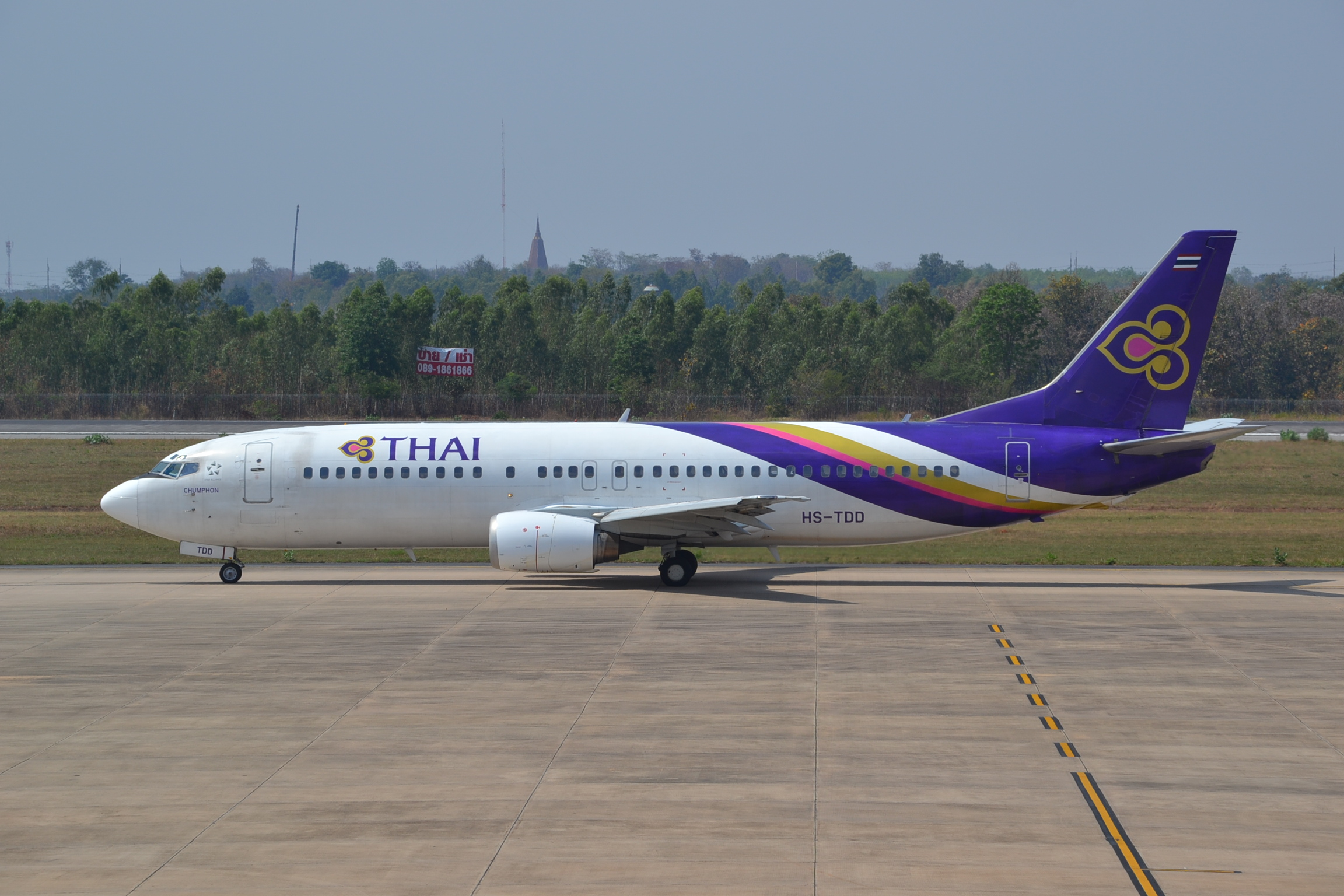
Boeing 737-400

## Partenariats
Partage de codes
Outre ses partenaires Star Alliance, Thai Airways International a des accords de partage de codes avec les compagnies aériennes suivantes :
- Air Austral
- Air Canada*
- Air India*
- Air Macau
- Air Madagascar
- All Nippon Airways*
- Air New Zealand*
- Asiana Airlines*
- Austrian Airlines*
- Bangkok Airways
- Brussels Airlines*
- China Airlines
- China Eastern Airlines
- EgyptAir*
- El Al
- Emirates
- Gulf Air
- Kuwait Airways
- Lao Airlines
- Lufthansa*
- Malaysia Airlines
- Myanmar National Airlines
- Oman Air
- Pakistan International Airlines
- Qatar Airways
- Royal Brunei Airlines
- Royal Jordanian
- || SAS*
- Shenzhen Airlines*
- Singapore Airlines*
- Swiss International Air Lines*
- TAP Portugal*
- Turkish Airlines*
- United Airlines*
- Uzbekistan Airways

* membres de Star Alliance

## Prix
Thai Airways International a été nommée 2e meilleure compagnie aérienne du monde en 2007 selon Skytrax.
En 2017 et 2018 Skytrax a nommé Thai Airways, meilleure classe économique du monde,.

## Galerie

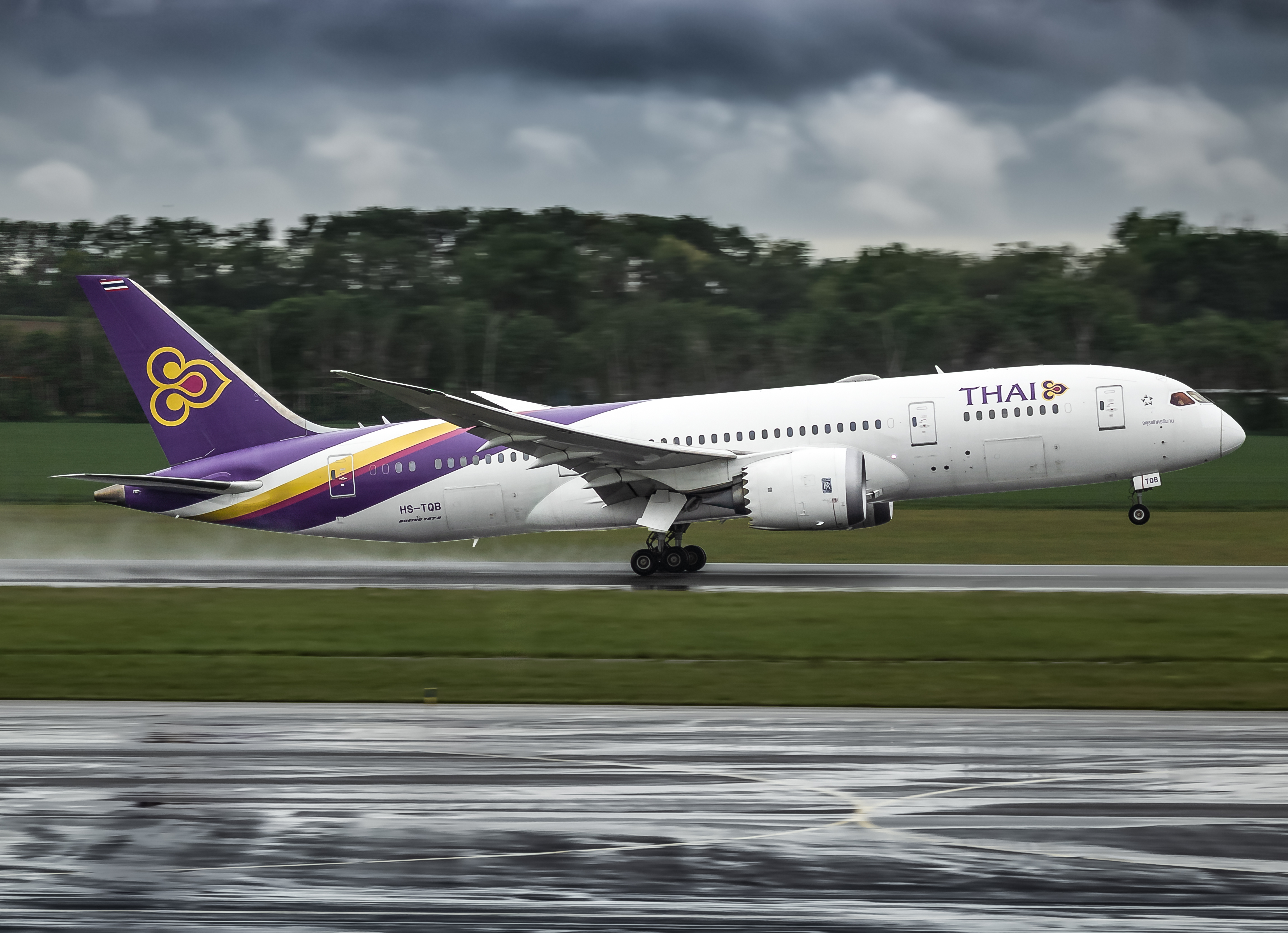
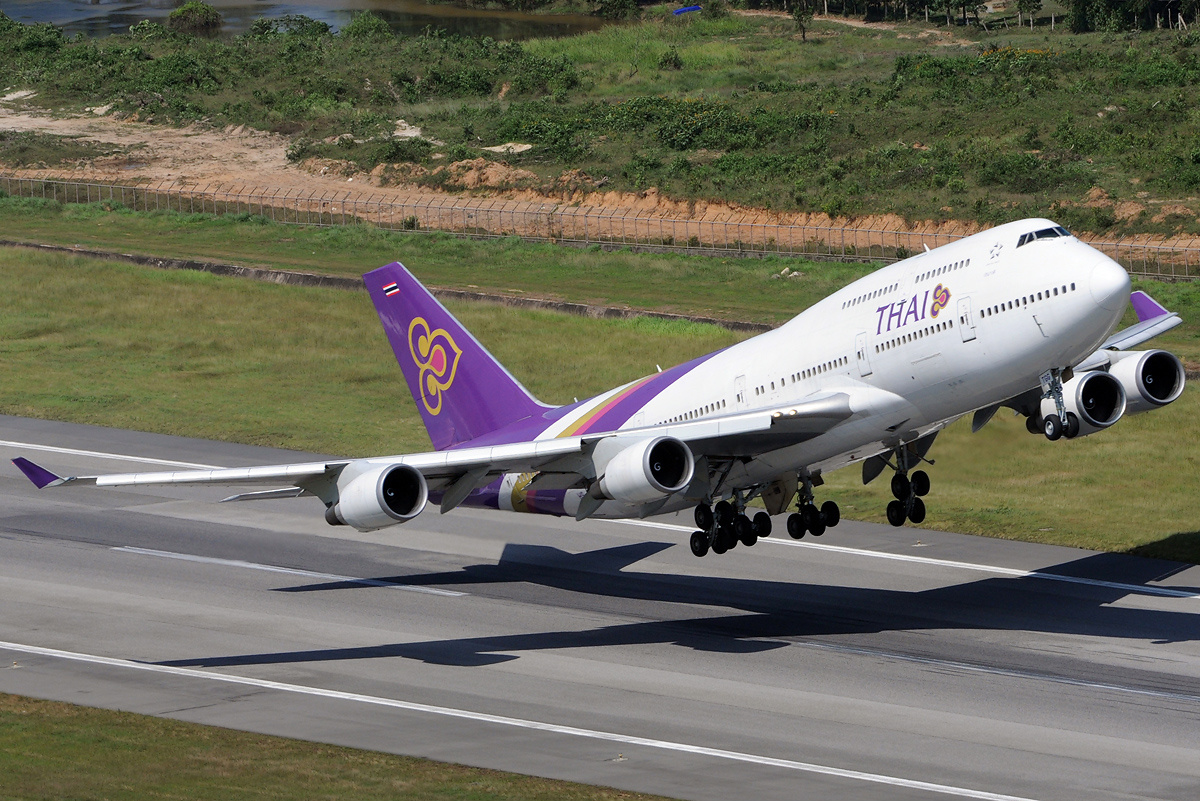
Thai Airways International Boeing 747-400 taking off Phuket International Airport.jpg
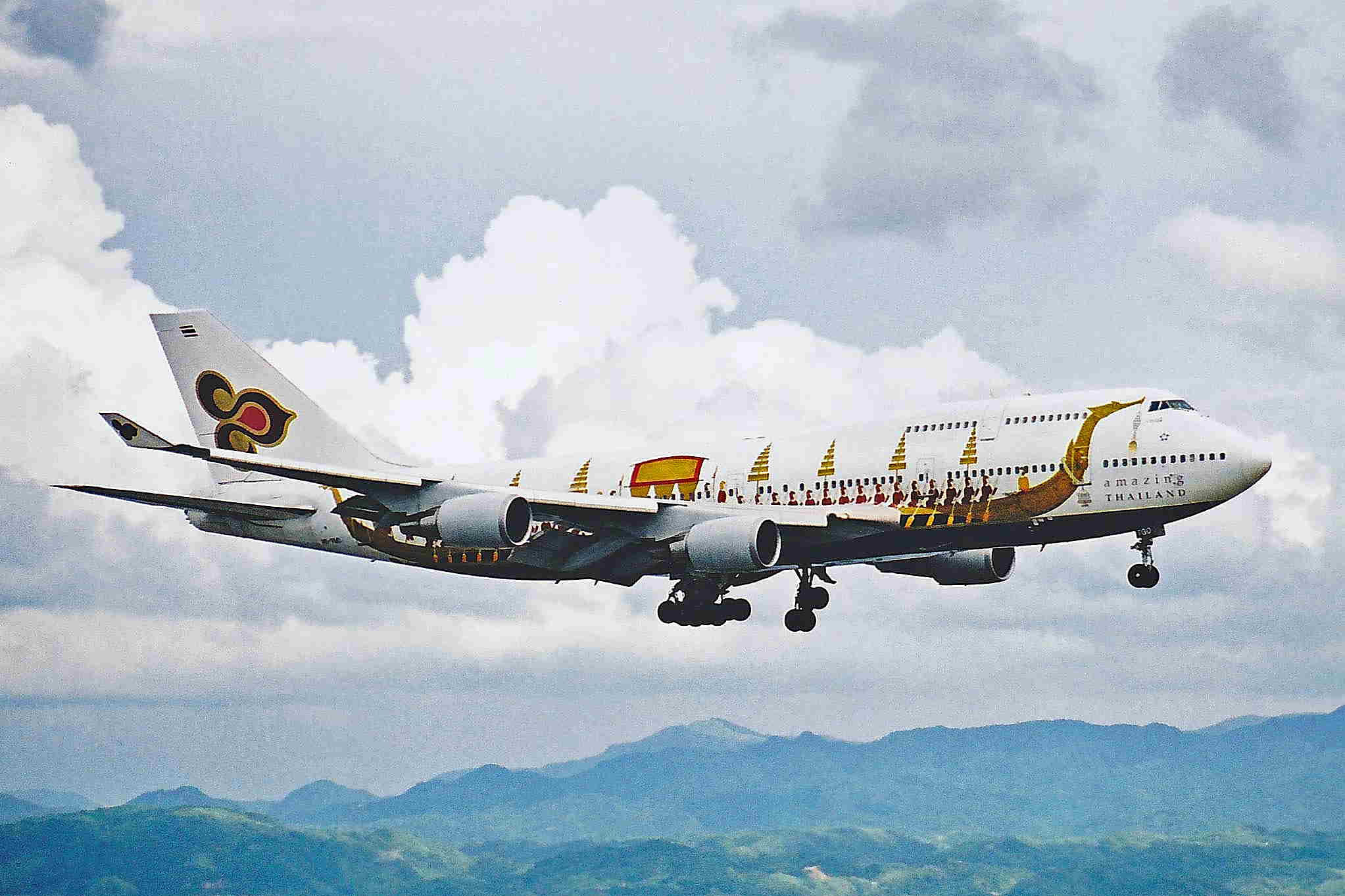
HS-TGO 2 B747-4D7 Thai Intl(Dragon Boat) KIX 12JUL01 (7058351159).jpg
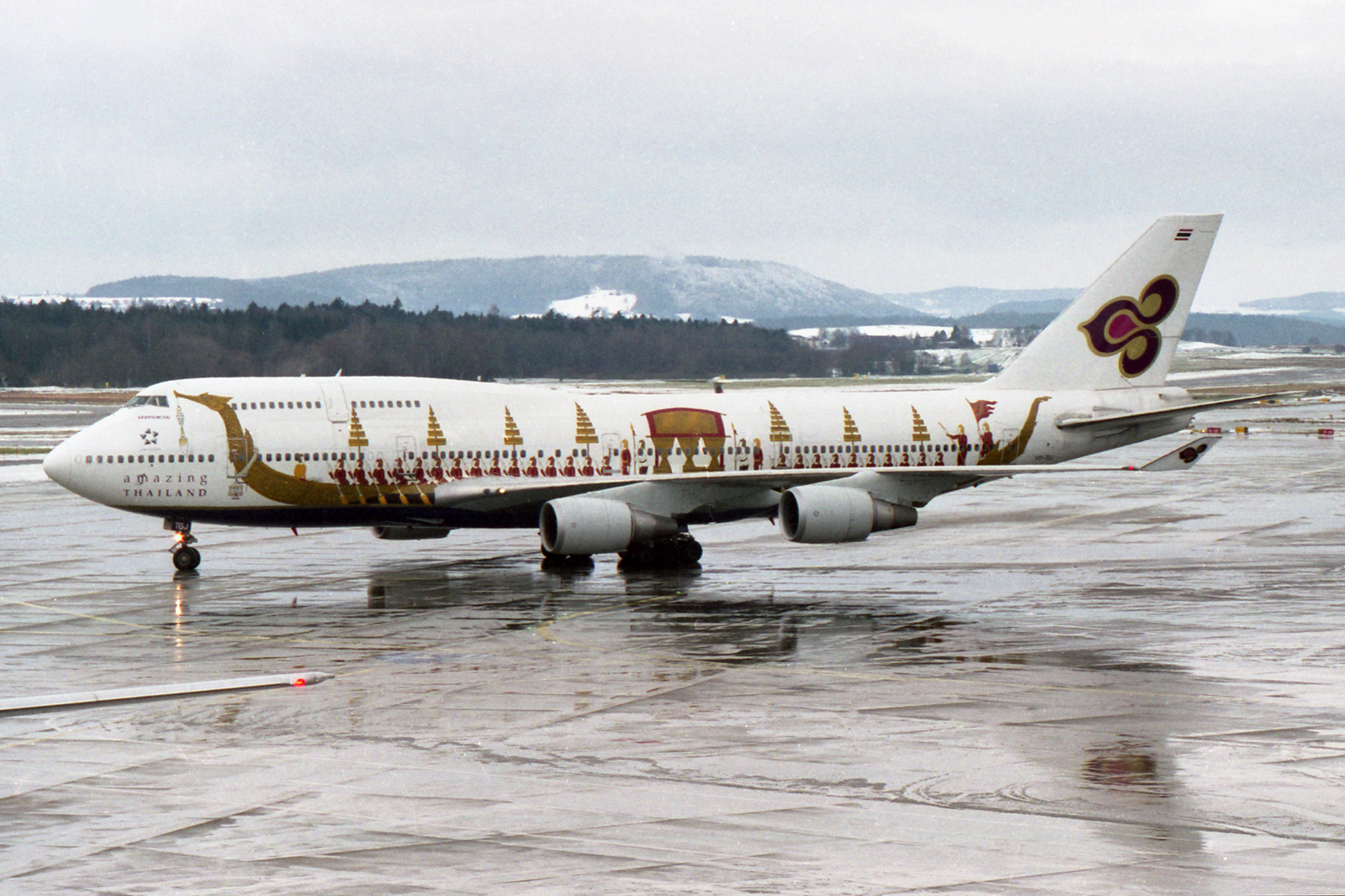
Thai Airways International Boeing 747-4D7 HS-TGJ "Hariphunchai" (26691965945).jpg
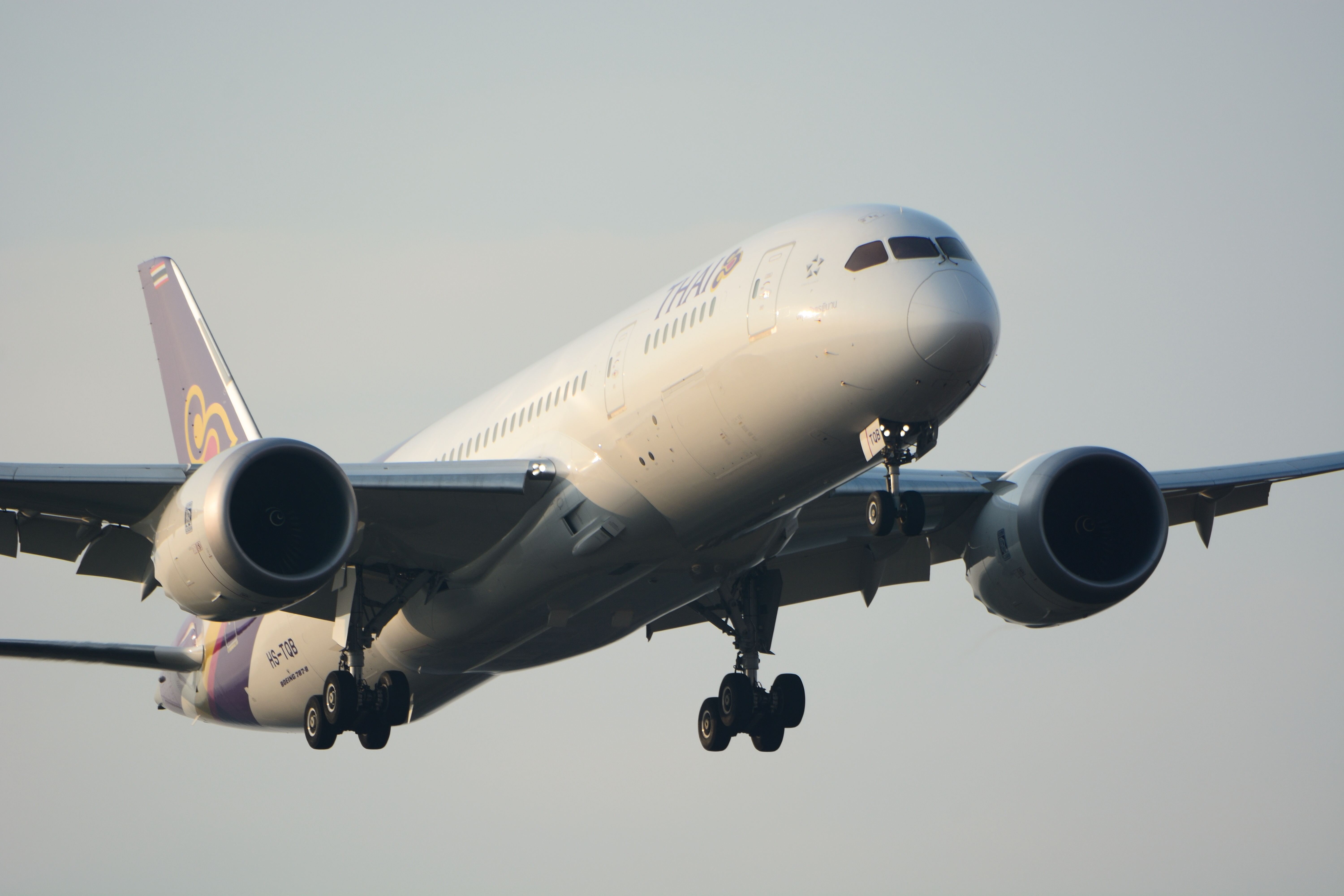
Thai Airways Boeing 787-8 HS-TQB NRT (16831456885).jpg
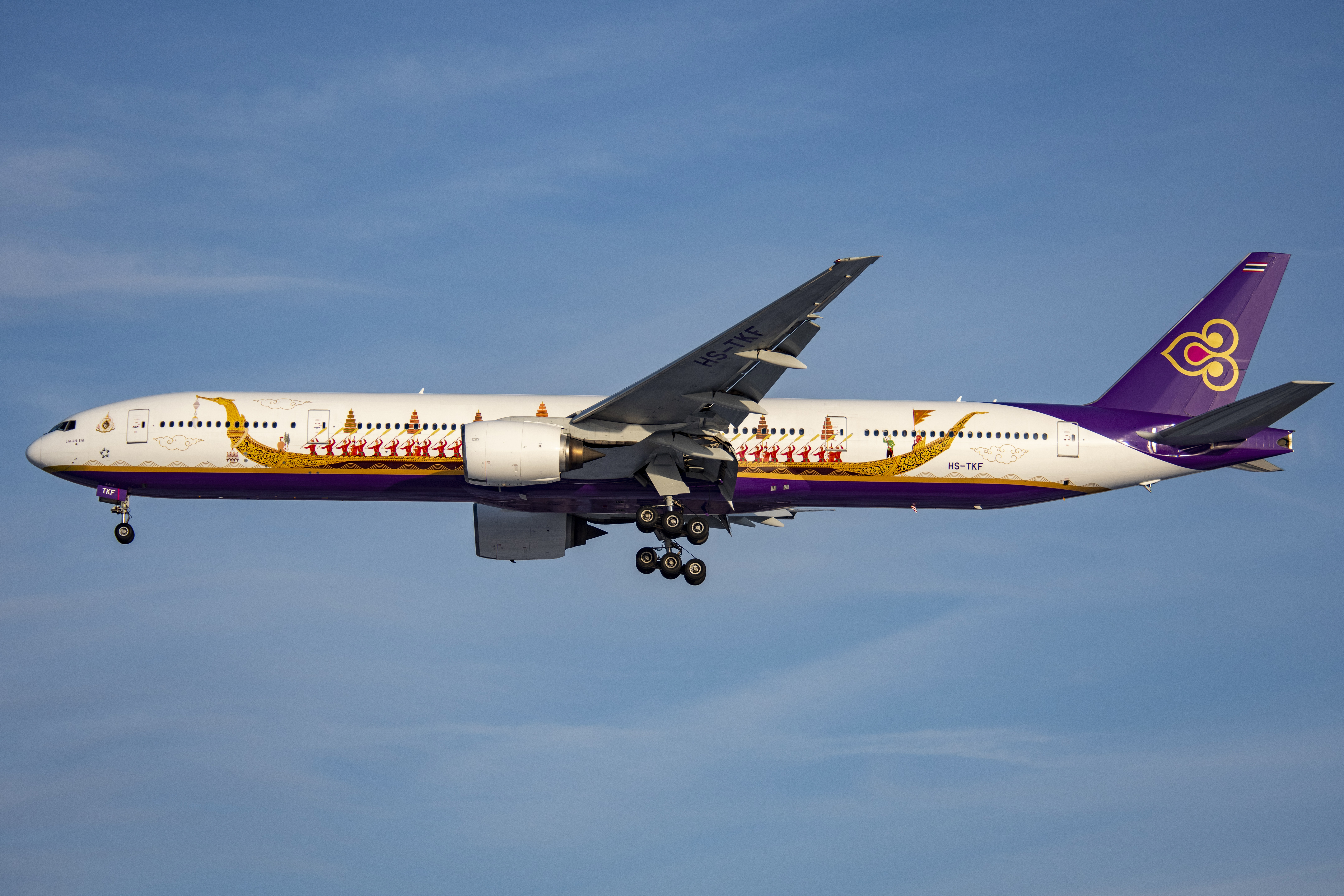
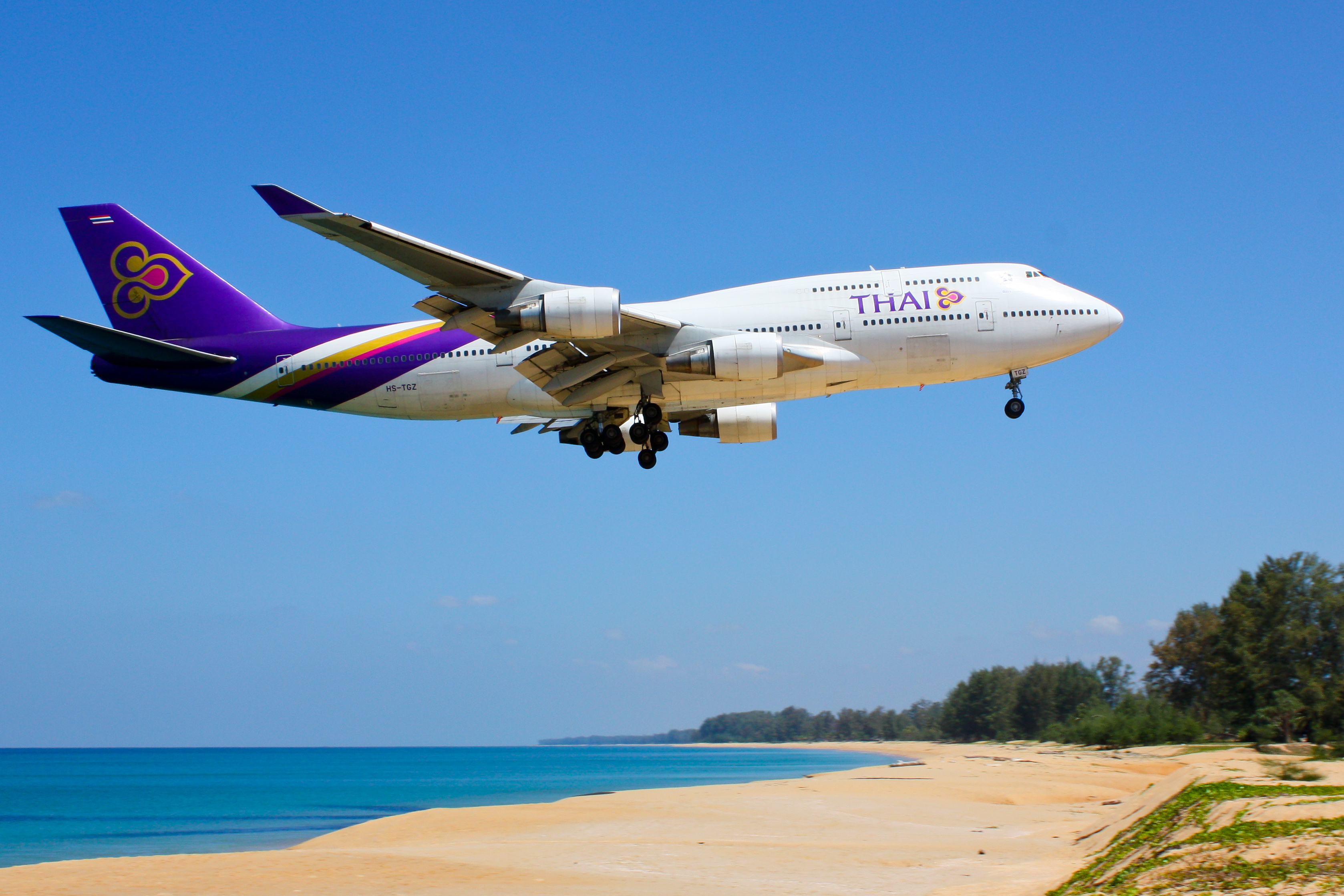
Thai Airways B747-400 HS-TGZ Phuket.jpg